# چین عرضی بینی
چین عرضی بینی (به انگلیسی: Transverse nasal crease) یا شیار عرضی بینی (Transverse nasal groove)، معمولاً یک خط بین دو سوم بالایی و یک سوم پایینی بینی انسان (کمی بالای نوک غضروف بین پل و سوراخ‌های بینی) است. این می‌تواند در نتیجه وراثت، تصادف، یا مالش یا پاک کردن مداوم بینی رخ دهد که معمولاً به آن سلام آلرژیک می‌گویند.